# Kurt Weber (Physiker)
Kurt Weber (* 9. Mai 1926 in Ludwigshafen; † 23. Dezember 2007) war ein deutscher Physiker und Kristallograph.
Weber studierte nach dem Abitur in Ludwigshafen 1946 Physik an der Universität Heidelberg bei Walter Bothe und J. Hans D. Jensen. 1952 schloss er mit dem Diplom ab, wobei er in seiner Diplomarbeit bei Bothe eine Ionenquelle für den Van-der-Graaf-Generator des Instituts baute. Danach war er Assistent am Mineralogischen Institut bei Paul Ramdohr. Dort baute er einen Analogrechner für die bei Röntgenbeugungen benötigte Fouriertransformation. 1960 wurde er bei  Heinz Maier-Leibnitz und M. Schön an der TH München promoviert. Die Dissertation war über die Röntgenuntersuchung von alpha-Cadmiumsulfid. 1961 bis 1963 leitete er die Gruppe Radiokristallographie am Euratom-Forschungszentrum CCR in Ispra. Danach war er (mit dem Titel Professeur associé) bis 1966 Leiter der Arbeitsgruppe Röntgenbeugung und Elektronenmikroskopie an den Universitäten Nancy und Marseille. 1967 habilitierte er sich (mit einer Arbeit über die Kristallstruktur von Reinerit) und war Privatdozent und wissenschaftlicher Rat am Institut für Mineralogie und Kristallographie der TU Berlin, wo er 1969 wissenschaftlicher Rat und Professor wurde (Lehrstuhl für Kristallographie). 1991 wurde er emeritiert. Er war unter anderem Gastwissenschaftler in Nancy, Marseille, Nizza, Istanbul und Sofia.
Er befasste sich mit dem Zusammenhang von Kristallstruktur mit der äußeren Form und optischen Eigenschaften, quantitativer Röntgenfluoreszenzanalyse, Kristallstrukturbestimmung (wobei er eigene Computerprogramme entwickelte), Pulverdiffraktometrie und IR-Spektroskopie. Er veröffentlichte aber auch über mathematische Fragen in der Kristallographie, kristallchemische Probleme, Apparatekonstruktion und Mikroskopie.
Er war seit 1960 mit Margret Schmitt verheiratet und hatte mit ihr zwei Töchter. Nach dem Tod seiner Frau (1987) heiratete er 1993 Marianne Elm-Weber.

## Schriften (Auswahl)
- Über die Ursache der Kristallformen, Der Aufschluß, 2, 1970, S. 96–102
- Polarisation und Doppelbrechung des Lichts, in Bergmann-Schaefer Lehrbuch der Experimentalphysik, De Gruyter, Band 3, De Gruyter 2005
  - Vorläufer waren das Kapitel Kristalloptik ab der 6. Auflage (1978) des Bergmann-Schaefer Optik-Bandes.

Er übersetzte das Kristallographie-Lehrbuch von Martin J. Buerger ins Deutsche (Buerger, Kristallographie, De Gruyter 1977).